# Kujō Yoritsugu
Kujō Yoritsugu (九条 頼嗣?; 17 dicembre 1239 – 14 ottobre 1256) è stato un militare giapponese.
Figlio di Kujō Yoritsune, fu il quinto shōgun dello shogunato Kamakura.
Yoritsugu ricevette il titolo di shōgun a soli sei anni, dopo l'abdicazione di suo padre, costrettovi dai contrasti con il clan Hōjō; pur essendo ancora un bambino, gli fu data in sposa una sorella di Hōjō Tsunetoki. Non ebbe mai modo di esercitare la sua autorità, sia per la sua età sia per l'influenza del clan Hōjō negli affari di stato.
Nel 1246 suo padre pianificò un colpo di Stato insieme a Nagoe Mitsutoki, ma il tentativo fu sventato.
Alla fine del 1251 venne alla luce un'altra cospirazione contro il bakufu, e le colpe furono nuovamente addossate a Yoritsune; Hōjō Tokiyori ne approfittò per deporre Yoritsugu, sostituendolo con il principe Munetaka, figlio dell'Imperatore Go-Saga.
Morì molto giovane, a poco meno di 17 anni, e dopo solo circa un mese e mezzo dalla morte di suo padre.